# 안드레스 마누엘 로페스 오브라도르
안드레스 마누엘 로페스 오브라도르(스페인어: Andrés Manuel López Obrador, 스페인어 발음: [anˌdɾes maˈnwel ˈlopes oβɾaˈðoɾ] ( 듣기), 문화어: 안드레스 마누엘 로뻬스 오브라도르, 1953년 11월 13일 ~ )은 멕시코의 국가재건운동 소속 정치인으로 멕시코의 제65대 대통령에 취임하였다. 그는 2000년과 2005년 사이 연방 구역의 수상(일반적으로 “멕시코 시장”으로 알려졌다)이었다. 그는 89년만에 멕시코에서 정권교체를 이룬 인물이라고 평가받는다.

## 생애

### 어린 시절
그는 1953년 11월 13일 멕시코 타바스코주의 테페티나에서 아버지 안드레스 로페즈 라몬마누엘라와 어머니 오브라도르 곤잘레스 사이에서 장남이자 맏이로 태어났다. 그는 멕시코 국립 자치 대학교를 졸업했다.

### 정치 활동
그는 1976년 제도혁명당에 입당해 정치계에 발을 들였고, 이후 1979년에는 로시오 벨트란 메디나와 결혼했다. 이후 1988년 자신에 고향인 타바스코주 지사로 출마했지만 낙선했고, 이듬해에 제도혁명당을 탈당하고 민주혁명당에 입당했다. 이후 그는 또다시 타바스코주 지사로 출마했지만 또 다시 낙선했다. 그는 이후 2000년 멕시코시티 시장 출마를 선언했으며, 시장직에 당선되었다. 시장 재임 기간 동안 지지율이 80%를 웃돌은 상당히 인기가 있었다. 2003년에는 안따갑게 그의 아내를 잃기도 했다. 2005년 7월 시장직을 사임한 뒤 대선을 앞두고 그는 베아트리스 구티에레즈 뮐러와 재혼했으며, 모든 이의 이익을 위한 연합의 후보로서 멕시코 2006년 대선에 출마했다. 연합은 민주혁명당이 주도하나 민주주의를 위한 모임과 노동당이 포함되어 있었다. 연방선거국에 따르면, 선거는 그의 경쟁자 펠리페 칼데론이 0.58%의 차이로 승리하였다. 로페스 오브라도르는 선거 결과가 사기극이며 항소하겠다고 밝히기도 했다.
이후 다음 선거인 2012년 대선에 출마하였으나, 우파 진영의 제도혁명당의 엔리케 페냐 니에토에게 6.6% 차로 밀려 2위로 낙선하였으며, 이후 민주혁명당을 탈당하고 2012년 국가재건운동을 창당했다. 2018년 대선에 출마하여 3번의 도전 끝에 압도적 득표로 당선이 되었으며, (제도혁명당을 좌파정당이 아닌 중도정당으로 분류할 시) 1929년 대통령 선거 이후 89년 만에 좌파 정권으로 교체한 첫 주인공이 되었다. 대통령 취임 이후 그는 역대 대통령이 쓰던 기존 전용기를 쓰지 않는다고 했다. 그리고 그의 지지율은 60%를 웃돌았다.
로페스 오브라도르는 흔히 그의 이름의 약자인 'AMLO'로 불리며, 또한 그의 고향 타바스코주에서 발견되는 pejelagarto 물고기의 약자를 따라 '페헤(peje)'라고도 불린다. 언론에서는 그의 대중주의적 성격에 빗대어 멕시코의 도널드 트럼프라 지칭하기도 한다.

## 역대 선거 결과
| 선거명      | 직책명          | 대수 | 정당         | 득표율 | 득표수       | 결과 | 당락                 |
| ----------- | --------------- | ---- | ------------ | ------ | ------------ | ---- | -------------------- |
| 1994년 선거 | 타바스코 주지사 | 43대 | 민주혁명당   | 38.66% | 200,087표    | 2위  | 낙선                 |
| 2000년 선거 | 멕시코시티 시장 | 3대  | 민주혁명당   | 37.71% | 1,607,136표  | 1위  | 멕시코시티 시장 당선 |
| 2006년 대선 | 멕시코의 대통령 | 56대 | 민주혁명당   | 35.31% | 14,756,350표 | 2위  | 낙선                 |
| 2012년 대선 | 멕시코의 대통령 | 57대 | 민주혁명당   | 31.60% | 15,848,827표 | 2위  | 낙선                 |
| 2018년 대선 | 멕시코의 대통령 | 58대 | 국가재건운동 | 53.19% | 30,113,483표 | 1위  |                      |

## 같이 보기
- 핑크 타이드
- 멕시코의 역사
- 멕시코의 코로나19 범유행